# Munije
Munije is een plaats in de gemeente Grubišno Polje in de Kroatische provincie Bjelovar-Bilogora. De plaats telt 65 inwoners (2001).